# Indiana Hoosiers (basquetebol masculino)
Indiana Hoosiers é o time de basquete da Universidade de Indiana, Bloomington, Indiana. Militam na Big Ten Conference da Divisão I da NCAA.

## Títulos nacionais
- Campeonato de Basquetebol da NCAA: 5 títulos (1940, 1953, 1976, 1981 e 1987)

## Títulos de conferência
- Big Ten Conference: 21 títulos (1926, 1928, 1936, 1953, 1954, 1957, 1958, 1967, 1973, 1974, 1975, 1976, 1980, 1981, 1983, 1987, 1989, 1991, 1993, 2002 e 2013)